# Beograđanka

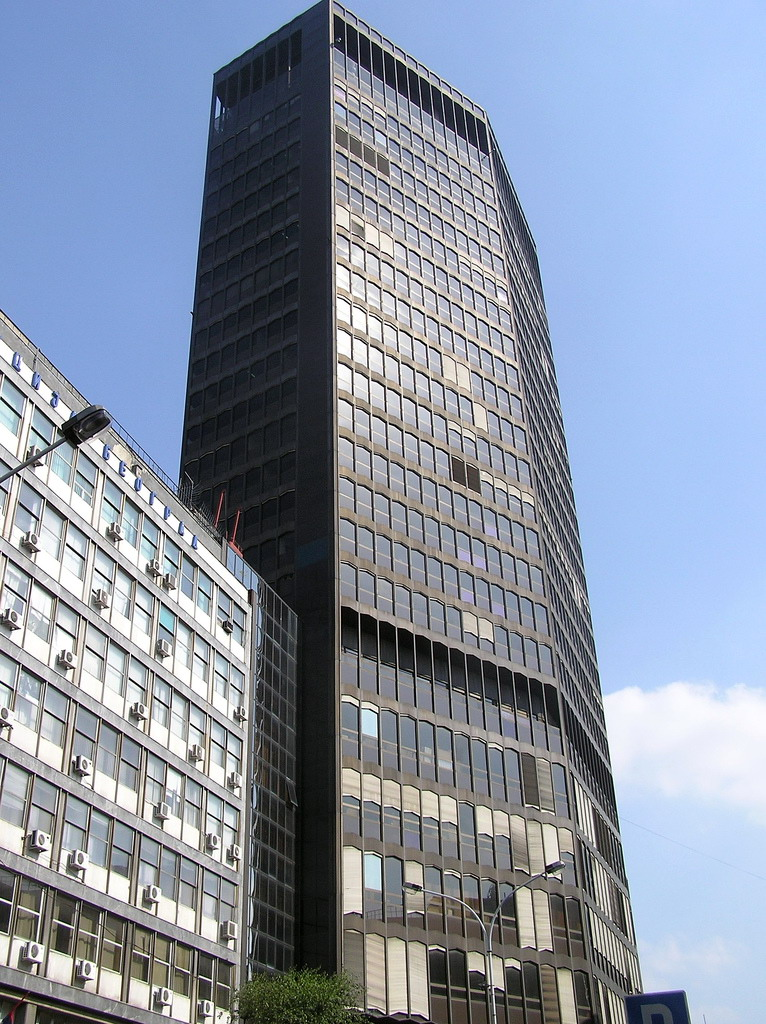
Beograđanka

Beograđanka (serbisch-kyrillisch Београђанка, auf Deutsch: Belgraderin) ist ein Bürohochhaus in der serbischen Hauptstadt Belgrad. Es liegt an der Straße Kralja Milana und ist das dritthöchste Gebäude Serbiens.
Erbaut wurde das Gebäude zwischen 1969 und 1974 nach einem Plan des Architekten Branko Pešić. Das Gebäude ist 101 m hoch und hat 24 Stockwerke. Im obersten Stockwerk war bis in die 1990er Jahre ein Restaurant untergebracht, bis der im Haus beheimatete Lokalsender Studio B das Stockwerk für seine Zwecke übernahm. Im Gebäude befinden sich die Büros verschiedener Institutionen der Stadtverwaltung als auch ausländischer Firmen wie IKEA. Im unteren Bereich befinden sich Läden.